# Eva Weel Skram

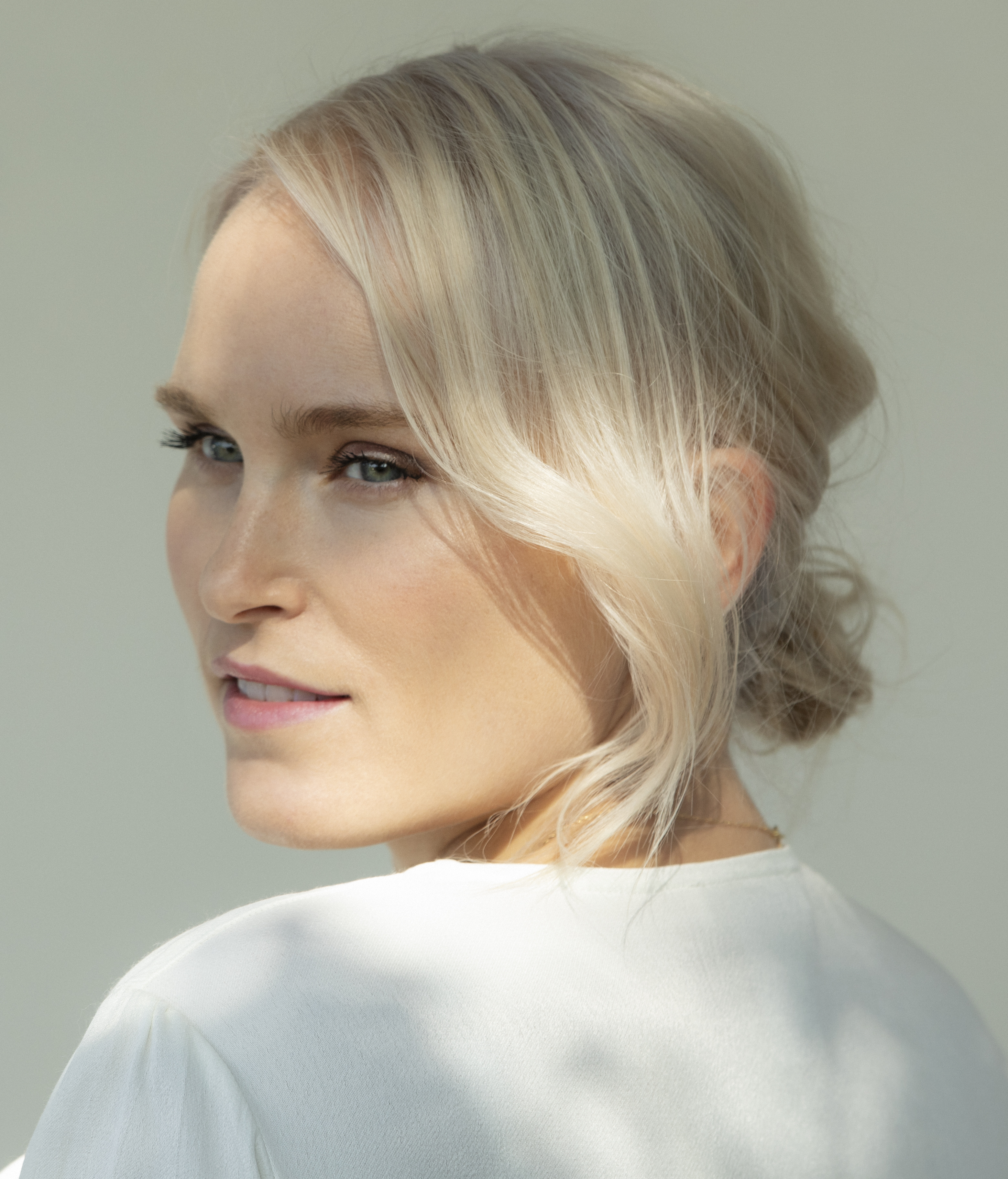
Eva Weel Skram, 2019

Eva Weel Skram (* 17. Dezember 1985 in Sogndal) ist eine norwegische Sängerin. Erste Bekanntheit erlangte sie als Teil des Popduos Eva & The Heartmaker.

## Leben
Skram stammt aus Sogndal und ist die Nichte des Opernsängers Knut Skram. Im Jahr 2005 nahm sie an der Castingshow Idol teil.

### Eva & The Heartmaker
Gemeinsam mit Thomas Stenersen bildete Skram das Duo Eva & The Heartmaker, das englischsprachige Musik zu veröffentlichen begann. Das Debütalbum Behind Golden Frames gab das Duo im August 2006 heraus. Es erhielt darauf einen Vertrag mit Sony Music. Im Jahr 2008 heirateten die beiden. Zwischen 2009 und 2013 erreichten Eva & The Heartmaker mit drei Alben und drei Liedern die norwegischen Musikcharts. Das Duo erhielt zudem unter anderem eine Nominierung beim norwegischen Musikpreis Spellemannprisen und wurde bei den MTV Europe Music Awards 2011 als „Best Norwegian Act“ ausgezeichnet. Im Jahr 2014 gaben die beiden das Live-Album Live at Rockefeller heraus.

### Solokarriere
Skram nahm an der zu Beginn des Jahres 2016 ausgestrahlten fünften Staffel von Hver gang vi møtes teil. Im selben Jahr erhielt sie den Luttprisen, eine Auszeichnung als Künstlerin des Jahres aus Sogn og Fjordane.
Mit Selmas sang gab Skram Ende 2016 ihr erstes Lied als Solokünstlerin heraus. Das Lied war für die NRK-Serie Schneewelt – eine Weihnachtsgeschichte entstanden. Das Lied stieg in den folgenden Jahren zur Weihnachtszeit immer wieder in die norwegischen Singlecharts ein. Im Gegensatz zu Eva & The Heartmaker begann sie als Solokünstlerin auf Norwegisch zu singen. Im September 2018 gab sie das Album Finne heim, ihr Debütalbum als Solokünstlerin, heraus. Mit dem Album erreichte sie den zweiten Platz der norwegischen Albumcharts. Ihr zweites Soloalbum, das Werk Sleppe tak, folgte im Februar 2021.
Im Juni 2024 wurde bekannt gegeben, dass sie neue Jurorin bei der norwegischen Version von The Voice werden solle. Mit Vendepunkt gab Skram im Oktober 2024 ihr drittes Soloalbum heraus.

## Auszeichnungen
Spellemannprisen
- 2011: Nominierung in der Kategorie „Popgruppe“ (Eva & The Heartmaker)
- 2021: Nominierung in der Kategorie „Viser og visepop“ (für Sleppe tak)

Sonstiges
- 2011: MTV Europe Music Awards, Kategorie „Best Norwegian Act“ (Eva & The Heartmaker)[11]
- 2016: Luttprisen[12]

## Diskografie

### Alben
| Jahr | Titel      | Höchstplatzierung, Gesamtwochen, AuszeichnungChartsChartplatzierungen (Jahr, Titel, Platzierungen, Wochen, Auszeichnungen, Anmerkungen) | Anmerkungen                              |
| Jahr | Titel      | NO | Anmerkungen                              |
| ---- | ---------- | --- | ---------------------------------------- |
| 2018 | Finne heim | NO2 Platin · (24 Wo.)NO | Erstveröffentlichung: 21. September 2018 |
| 2021 | Sleppe tak | NO23 (4 Wo.)NO | Erstveröffentlichung: 5. Februar 2021    |

Weitere Alben
- 2024: Vendepunkt

### Singles
| Jahr | Titel Album    | Höchstplatzierung, Gesamtwochen, AuszeichnungChartsChartplatzierungen (Jahr, Titel, Album, Platzierungen, Wochen, Auszeichnungen, Anmerkungen) | Anmerkungen |
| Jahr | Titel Album    | NO | Anmerkungen |
| ---- | -------------- | --- | ----------- |
| 2016 | Selmas sang –  | NO7 ×3Dreifachplatin · (… Wo.)NO |             |
| 2019 | Falle til ro – | NO27 (… Wo.)NO |             |

Weitere Singles
- 2017: Berre la meg vær
- 2017: Hold meg
- 2018: Om du vil
- 2018: Tru (mit Odd Nordstoga)
- 2018: Du e alt eg treng
- 2018: Kor går du
- 2019: Finaste
- 2019: Einsam i lag (mit Daniel Kvammen)
- 2019: Kom igjen
- 2020: Tom snart ti
- 2020: Tusen år
- 2020: Synge om
- 2020: Sånnn som Elvis synge om
- 2020: Romjulsdrøm
- 2020: Nå tennes tusen julelys
- 2021: Tilbake
- 2024: Alt som du vil ha
- 2024: Om du tror på oss (mit Erlend Ropstad)